# Simon François Ravenet
Simon François Ravenet (1706 o 1721-1774) fue un grabador  de origen francés afincado, a partir de 1743, en Londres, Inglaterra.
Tras estudiar técnicas de grabados en París y practicar con Jacques Philippe Le Bas , viaja a Londres para ayudar a William Hogarth a grabar su serie de pinturas del Casamiento a la moda. Parece ser que permaneció en Inglaterra el resto de su vida. Grabó los retratos de numerosos personajes públicos y fue un miembro activo de las instituciones de arte de la época. 
La mayoría del trabajo de Ravenet fue producido por los editores Robert Sayer, John y Paul Knapton, y, sobre todo, John Boydell, contribuyendo a su colección de grabados a partir de obras de los principales pintores ingleses (1769-1772). En 1759 o 1760 Ravenet trabajó de nuevo con Hogarth en dos ilustraciones para la segunda edición del Tristram Shandy de Laurence Sterne (vol 1, 1760;. Vol. 4, 1761). 
En 1745-6 Richard Dalton encargó a Ravenet realizar una serie de grabados de esculturas clásicas de colecciones italianas y, junto con Jean Baptiste Claude Chatelain, grabar una escena del libro 6 del Paraiso perdido de Milton. En 1752 realizó una gran placa a partir de la pintura de John van Rymsdyck, que mostraba diseccionada a una mujer en avanzado estado de gestación, para la Anatomía de William Hunter, publicada en 1774. En 1753 realizó el grabado del cuadro de Benjamin Wilson que representaba a David Garrick y Miss Bellamy como Romeo y Julieta.
Ravenet estaba en el comité de la Sociedad de Artistas en 1767, y en 1770 fue admitido en la Royal Academy como uno de los seis grabadores asociados. La National Portrait Gallery de Londres conserva 32 de sus obras.
Fue amigo de Johann Zoffany (1733-1810), pintor neoclásico alemán que afincado en Londres en 1760.
Su hijo, Simon François Ravenet el Joven (1737/1748 - 1818/21), fue también grabador. Su obra y vida se han confundido con la de su hermano Jean-François Ravenet, también pintor-grabador.